# Ratcliff (London)
Ratcliff oder Ratcliffe ist ein Stadtteil von London. Der ehemalige Weiler liegt am Nordufer der Themse zwischen den Stadtteilen Shadwell und Limehouse und grenzt im Süden an Stepney. Ratcliff gehört wie diese zum Bezirk London Borough of Tower Hamlets. 
Der Name „Ratcliff“ leitet sich von einem Sandsteinfelsen ab, der damals in den umliegenden Sümpfen gefunden wurde. Der Sandstein war rot, deshalb wurde er Red-cliffe genannt.

## Geschichte
Ratcliff ist seit mindestens dem 14. Jahrhundert als Ort für den Schiffsbau bekannt. Im 17. Jahrhundert wurden eine Reihe von Kriegsschiffen für die Royal Navy hier gebaut. Auch eine der frühesten Fregatten, die Constant Warwick, wurde im Jahr 1645 hier gebaut. Damals war Ratcliff mit 3.500 Einwohnern das bevölkerungsreichste Dorf in der Gegend um Stepney. Am Rande der Narrow Street auf der Wapping Waterfront entstanden Herbergen, Bars, Bordelle, Konzerthallen und Opiumhöhlen. Diese überfüllten und schmutzigen Viertel erwarben sich einen schlechten Ruf. Im Jahr 1794 wurde etwa die Hälfte des Dorfes vom Feuer zerstört. Auch danach blieb es ein Slum. Erst im 19. Jahrhundert besserte sich die Lage. Ende 1811 ereigneten sich sieben Morde auf dem Ratcliffe Highway (heute St. George Street). Verbrochen wurden sie von einem Matrosen namens John Williams, der Suizid beging.